# Rhamnella wilsonii
Rhamnella wilsonii är en brakvedsväxtart som beskrevs av Camillo Karl Schneider. Rhamnella wilsonii ingår i släktet Rhamnella och familjen brakvedsväxter. Inga underarter finns listade i Catalogue of Life.